# なにわプラッチック
なにわプラッチックは、日本のお笑いコンビ。松竹芸能および漫才協会所属。2人とも大阪府出身。

## メンバー
三輪 善行（みわ よしゆき、1980年7月14日 -（44歳））
ネタ作り担当。
大阪府池田市出身。身長184 cm、体重84 kg。血液型はO型。足の大きさ28.5 cm。
NSC大阪校25期出身で、かつては吉本興業に所属。baseよしもとの頃に組んでいたコンビの1つに秋山賢太（現・アキナ）とのコンビ「金時」があった。baseよしもと閉館後にオープンした5upよしもとにおいて小谷真理とのコンビ「みわこたに」では主にオーディションライブであるサードチャレンジに出演していた。その他にも様々な芸人と組んでは解散を繰り返した経歴を持つ。5upよしもと卒業後はピン芸人としてハイステージよしもとやよしもと漫才劇場で活動していた時期もあり、現在のコンビを結成して松竹へ移籍直後のR-1ぐらんぷり2017では準々決勝まで進出した。
ピン芸人の時も本名で活動していたが、ひらがな表記の「みわよしゆき」や「三輪百万石」という芸名でR-1ぐらんぷり予選へ出場したこともある。
兄と2人の姉がいる末っ子。
趣味及び特技はお酒、壁紙を貼れること。

かつのり（本名：阪本 勝紀〈さかもと かつのり〉1981年9月19日 -（43歳））
大阪府富田林市出身、大阪府立金剛高等学校・京都先端科学大学（2019年4月に京都学園大学より改名）卒業。身長173cm、体重65kg。血液型B型。BWHはそれぞれ93・86・95。足の大きさ27.5cm。
数回のコンビ結成と解散を経て、坂本義晶（現在は引退）とのコンビ「こけらおとし」を結成。2010年7月に第31回今宮子供えびすマンザイ新人コンクール福娘大賞を受賞、2011年9月にはytv漫才新人賞予選会ROUND2（漫才維新）に出場などキャリアを重ねていたが2013年12月を以て解散。その後はベルサイユ・まどぅーとのトリオ「愛してマリー」を組んでいた。
以前のコンビからR-1ぐらんぷり予選にも毎年出場し続け、本名以外には2010年から2013年までは「阪本ロマンチック」「阪本グーパンチ」「阪本ノーマイカーデー」「阪本グランドピア」といった芸名でエントリーしていた。
吉本での同期はNSC大阪校28期及び東京校11期で、相方・三輪より3年後輩にあたる。
弟と妹がいる長男。実家では犬を2匹飼っている。
趣味及び特技は水泳、アニメ（NARUTO検定中忍所持）、漫画、お酒（ビール検定3級）、手料理、ダイエット。

## エピソード

### コンビ
- 2015年頃にコンビ「平安おじゃる（三輪）」とトリオ「愛してマリー（かつのり）」としてインディーズライブ「ニューライブ」で共演。

同年11月に平安おじゃる解散後も三輪はピン芸人として活動を続け、2016年3月に主催ライブ「三輪の日」を立ち上げる。かつのりはゲスト枠での出演で当初は「三輪阪本」というユニット名で漫才を披露していた。同年4月に愛してマリーが解散し、その後は「なにわプラッチック」として道頓堀角座のオーディションライブ「500円ライブ」、「お笑いヘップバーン!!Bやん」を勝ち抜きレギュラーライブの出演権を獲得。同年7月に三輪が吉本から松竹へと事務所を移籍、正式にコンビを結成した。
組んで以降は劇場の昼寄席、ネタライブ「松竹ねたねたライブ」、バトルライブ「お笑いヘップバーン!!Aやん」をはじめ様々なライブに出演していたが、2018年7月末の道頓堀角座の閉館を機に同年9月より大阪松竹から東京松竹所属となり同時に上京した。
新宿角座を中心に活動していたが、2021年3月28日に催されたイベント「春の角座感謝祭」を最後に4月1日付でメンテナンスを理由に休館を発表、同年5月19日に運営より本多劇場グループへの移管が発表され、新宿角座は事実上の閉館となった。同年8月に「本多劇場グループ 新宿シアタートップス」としてリニューアルオープンした際には松竹芸能も引き続き同劇場で公演を行うとしていたが、2022年1月現在も発表はなく松竹芸能によるお笑いライブは新宿にあるいくつかの劇場での公演となっている。その中の定期ライブ「SHOCHIKUピラミッドライブ（イッタレ!、ヤッタレ!、トップ座）」やネタライブ「ネタダケ!」を筆頭に様々なライブに出演し、自らも主催ライブを定期的に開催。舞台を中心に活動中。
- 2020年4月より一般社団法人漫才協会へ正式に入会、漫才協会員となる[12]。浅草フランス座演芸場東洋館でのお笑い寄席「漫才大行進」等にも出演中。
- 現在のコンビまでに三輪が7回、かつのりが5回グループの解散を経験しておりその多さから漫才のツカミ等でネタにしている。
- コンビ揃って大の酒好き（特にビール）。事務所内で同じくらいの酒量を飲める人が限られているため、ライブ後は打ち上げも兼ねてコンビでよく飲みに行き、その姿を芸人仲間には頻繁に目撃されている。
- 三輪は吉本時代から三浦マイルドが主催する数々のライブにて出演してきた縁で『マイルド軍団』に属しており[13]、かつのりもコンビ結成がきっかけで自動的にマイルド軍団へ加入する運びとなった。

### 三輪
- オートレースを見るのもバイクに乗るのも好き。吉本時代にビックスクーターを購入した嬉しさのあまり、ユニットライブ（「金銀どう?」）のブリッジVTRではスクーターを運転しながら登場した。東京移住後はアルバイトのUberEATSとの実益も兼ねてジャイロキャノピーを所持[14]。
- 大喜利とコーナー企画の考案を得意としている。
- 武智（スーパーマラドーナ）が率いる元ヤンキー芸人を中心に集めた『武智軍団』によるユニットライブ「baseよしもと愚連隊」のレギュラーメンバーだった。コンビ解散後も武智は単独ライブにゲストとして招いたり、M-1グランプリ2020・2回戦の感想を述べたnoteではコンビでの漫才の感想後に三輪に向けての言葉を送ったりなど親交を深めている[15]。
- 漫才好きが高じて、2021年3月に自ら持ち運べる折りたたみ式のマイセンターマイクを購入した[16]。
- 姪と小さい時からライブでのトークコーナー等で話題に出すほど仲が良い。

### かつのり
- Instagramのアカウントではお酒に合う手作り料理の写真を定期的に投稿、インスタと飲酒をかけて「インシュタ」と呼んでいる。
- TikTokのアカウントでは早朝からラジオ体操と、体操終了後に徳積みと称して近辺に投棄されているゴミ（主に空き缶）の回収を行う生配信を雨の日以外はほぼ毎日行なっている。
- NARUTOシリーズ以外にも高橋留美子作品[17]とあだち充作品や野球漫画（「MAJOR」や「ダイヤのA」など）も好み、道頓堀角座で行われていた「松竹アニメ部」ではらんま1/2のシャンプー、めぞん一刻の音無響子、あだち充（本人）のコスプレも披露した。
- 亀新フィーバーからの阪神タイガースファン。球団以上に熱烈な新庄剛志ファンでもあり、草野球で使用しているユニフォームの背番号も63。監督就任した2022年からは日本ハムファイターズにも興味を持っている[18]。
- そばは好物だがそばアレルギー持ち。好きすぎてアレルギー反応が出るのを承知で食べてしまうこともある。

## 芸風
何気ない日常的なやり取りやふとした疑問から独特の観点へと派生していく掛け合いを軸とした漫才が主だが、コント入りするネタやかつのりがボケ寄りで三輪がツッコミに回るネタもある。
かつてはキングオブコント予選向けにコントも演じていたが、上京した2018年以降は大会未エントリーとなっている。

## 賞レースなどでの戦績

### M-1グランプリ
| 年（回）         | 結果      | エントリー No. | 会場                   | 日時  | 備考                                           |
| ---------------- | --------- | -------------- | ---------------------- | ----- | ---------------------------------------------- |
| 2016年（第12回） | 2回戦進出 | 753            | 大丸心斎橋劇場         | 10/06 |                                                |
| 2017年（第13回） | 3回戦進出 | 1425           | よしもと漫才劇場       | 10/24 |                                                |
| 2018年（第14回） | 2回戦進出 | 965            | 雷5656会館ときわホール | 10/02 |                                                |
| 2019年（第15回） | 2回戦進出 | 598            | 雷5656会館ときわホール | 10/17 |                                                |
| 2020年（第16回） | 2回戦進出 | 2045           | よしもと有楽町シアター | 11/04 |                                                |
| 2021年（第17回） | 2回戦進出 | 1233           | 雷5656会館ときわホール | 10/13 |                                                |
| 2022年（第18回） | 2回戦進出 | 3234           | 雷5656会館ときわホール | 10/19 |                                                |
| 2023年（第19回） | 3回戦進出 | 551            | KANDA SQUARE HALL      | 11/8  | 1回戦敗退後、再エントリーで合格し、3回戦進出。 |
| 2024年（第20回） | 2回戦進出 | 704            | 雷5656会館ときわホール | 10/14 |                                                |

### その他
- 2016年 R-1ぐらんぷり2016 2回戦進出（三輪）
- 2016年 R-1ぐらんぷり2016 1回戦敗退（かつのり）
- 2017年 キングオブコント 2017 1回戦敗退
- 2017年 第38回今宮子供えびすマンザイ新人コンクール 決勝進出[20]
- 2017年 第6回関西演芸しゃべくり話芸大賞 決勝進出[21]
- 2017年 R-1ぐらんぷり2017 準々決勝進出（三輪）[22]
- 2017年 R-1ぐらんぷり2017 2回戦進出（かつのり）
- 2018年 第39回今宮子供えびすマンザイ新人コンクール 決勝進出[23]
- 2018年 R-1ぐらんぷり2018 2回戦進出（三輪、かつのり）
- 2019年 R-1ぐらんぷり2019 1回戦敗退（三輪、かつのり）
- 2021年 猫王 予選敗退
- 2021年 kin-1グランプリ 敗退
- 2022年 G-1グランプリ 1回戦敗退
- 2022年 2022年度漫才新人大賞 本選進出 ※観客投票1位により通過[24]
- 2023年 2023年度漫才新人大賞 本選進出 [25]

## 主な出演番組

### テレビ
- 漫才マン the ゴールド（2018年2月19日、関西テレビ）[26]
- ガッテン! 「放送1000回! 風邪に負けない真の“免疫力”ゲットSP」（2018年10月31日、NHK）
- ブラ迷相談部（2019年3月13日、東海テレビ）[27]
- ぶらばん。（2016年12月3日、2017年11月4日、WINK姫路ケーブルテレビ）

### ドラマ
- わろてんか 第38話「風鳥亭、羽ばたく」（2017年11月14日、NHK）三輪のみ
- 食べドラ2 第8回「金曜日の妻たちへ」（2019年4月6日、ホームドラマチャンネル）かつのりのみ

### 映画
- 関西ジャニーズJr.のお笑いスター誕生!（2017年8月26日、松竹）[28]
- 事故物件 恐い間取り（2020年8月28日、松竹）[29]

### ラジオ
- 植村茂浩の松竹芸能カドベヤです。（2016年10月13日、2017年8月1日、ラジオ関西）

### 配信
- おちゅーんLIVE!

＃91「笑いの王国・○○を辞めた人々が胸中告白【元・○○芸人という生き方】」（2017年2月25日配信）三輪のみ

＃131「船木誠勝初出演!【虎の穴へ行こう!】」（2017年12月2日配信）三輪のみ

＃144「世界は〝みわ〟で出来ている【3月10日は「みわ」の日】」（2018年3月10日配信）三輪のみ
- TIPSTAR

2021年5月から三輪は森本サイダー・オオトウと「スピードの向こう側」（～2022年1月9日配信まで）として、かつのりはジョニーハナガタ（キャメル）・カズヤ（ハリード）と「優しい近所のお兄ちゃん」（～2022年4月5日配信まで）として、それぞれチームで月1回のペースで出演していた。
- 松(SHOW)タイム

【第7回】松竹芸能公認 松(SHOW)タイム 生配信!（2023年9月24日配信）niconicoアカウントの登録と松タイム有料会員（松プラン）登録を行うとアーカイブ視聴可。

## 単独ライブ
- ヘラクレスオオマンザイ（2017年9月9日、道頓堀角座）※初単独
- なにわプラッチック単独ライブ～思い出の日にしたろか～（2018年8月3日、なんば紅鶴）
- 街裏ぴんくからの贈り物 なにわプラッチック単独ライブ「漫才百景」（2019年12月12日、中野Vスタジオ）※街裏が別ライブで会場の使用権を獲得したが、多忙故に主催という形でなにわプラッチック単独ライブを開催[30]。見届け人として、りご（日本クレール）がゲスト出演した。